# Championnats du monde de biathlon 1984
Les Championnats du monde de biathlon 1984 se tiennent à Chamonix (France) du 29 février au 4 mars 1984. Il s'agit des premiers championnats du monde féminins. Les hommes participent de leur côté aux Jeux olympiques d'hiver de 1984.

## Résultats
| Épreuve            | Or                                                                   | Argent                                      | Bronze                                            |
| Sprint 5 km F      | Venera Chernychova                                                   | Sanna Grønlid                               | Andrea Grossegger                                 |
| 10 km individuel F | Venera Chernychova                                                   | Liudmila Zabolotnaïa                        | Tatiana Brylina                                   |
| Relais 3 x 5 km F  | Union soviétique Venera Chernychova Liudmila Zabolotnaïa Kaija Parve | Norvège Sanna Grønlid Gry Østvik Siv Bråten | États-Unis Holly Beatie Julie Newman Kari Swenson |

## Tableau des médailles
| Médailles | Pays             | Or | Argent | Bronze | Ensemble |
| --------- | ---------------- | -- | ------ | ------ | -------- |
| 1         | Union soviétique | 3  | 1      | 1      | 5        |
| 2         | Norvège          | 0  | 2      | 0      | 2        |
| 3         | Autriche         | 0  | 0      | 1      | 1        |
| 3         | États-Unis       | 0  | 0      | 1      | 1        |